# Notte di tempesta (film 1946)
Notte di tempesta è un film del 1946 diretto da Gianni Franciolini, tratto dal dramma teatrale I pescatori, di Raffaele Viviani.

## Trama
Domenico è un pescatore che vive con la famiglia in un piccolo paese di pescatori, dove ha sposato una vedova con due figli già grandi, Peppino e Caterina. Domenico non è ben visto in paese, soprattutto dal figliastro, che non lo vorrebbe a capo delle barche da pesca. La figliastra è invece innamorata di Gennaro, un pescatore sotto le armi che al suo ritorno la sposerà. Ma Domenico nutre una forte attrazione sessuale per la ragazza e una sera che i due sono soli in casa, finisce per stuprarla. Caterina, profondamente colpita dalla violenza, confessa tutto al fratello, che, in una notte di tempesta, mentre sono fuori in mare, uccide il patrigno dicendo a tutti che si è trattata di una disgrazia.

## Distribuzione

### Home video
Il film è stato distribuito in DVD nel 2012 da CG Entertainment in un'edizione da un disco.

## Accoglienza
Intermezzo del 15 giugno 1946 del film scrive: «Dal lavoro teatrale di Viviani Pescatori è stato tratto il soggetto di questo film, svolto abilmente da Gianni Franciolini, sia pure con una crudezza che in alcuni momenti può apparire eccessiva. Notte di tempesta vanta indubbiamente dei pregi, soprattutto tecnici, che lo faranno ricordare come uno dei film italiani realizzati con maggior cura con intendimenti artistici [...]. Pregevole la fotografia [...]"».
FilmTv.it del film invece scrive: «Pesante come un mattone, la narrazione di Franciolini procede per ridondanze, ma tocca le corde dei sentimenti più scabrosi con efficace intensità emotiva. Dramma vero.»